# Отель де Пари
Отель де Пари (фр. Hotel de Paris) — отель класса люкс в Монте-Карло. Расположен рядом с казино «Монте-Карло», от которого к отелю ведёт лестница. Находится всего в 30 минутах езды от аэропорта «Ницца Лазурный Берег».
Построен в 1864 году архитектором Шарлем Гарнье. Фасад отеля украшен барельефами и колоннадами из мрамора.